# Thelypteris corazonensis
Thelypteris corazonensis là một loài thực vật có mạch trong họ Thelypteridaceae. Loài này được (Baker) A.R. Sm. miêu tả khoa học đầu tiên năm 1983.